# Улукхакток
Улукхакток (англ. Ulukhaktok) — деревня в административном регионе Инувик, Северо-Западные территории, Канада. До 1 апреля 2006 года была известна как Холмен (англ. Holman).

## История
Первые поселенцы пришли на это место и поселились здесь в 1937 году. Двумя годами позже Компания Гудзонова залива переместила сюда торговый пост из Уокер-Бей. В это же время здесь была основана католическая миссия.
Поселение было названо Холмен в честь Дж. Р. Холмена — члена экспедиции Эдуарда Августа Ингфильда 1853 года, направленной на поиски полярного исследователя Джона Франклина. В 2006 году деревня была переименована в Улукхакток, что означает «место, где можно найти части улу» или «большой утёс, где мы собирали сырьё для изготовления улу». В действительности, большой утёс, выходящий к поселению, традиционно являлся источником природного шифера и меди, которые использовали для изготовления ножей улу. Улукхакток — недавнее слово, так как на этом месте никогда не было постоянного поселения до основания торгового поста Компании Гудзонова залива. Тем не менее, люди посещали это место и разбивали здесь временный лагерь, чтобы добыть необходимое сырьё.

## География
Деревня расположена на западном побережье острова Виктория.

## Население
По данным переписи 2011 года население деревни составляет 402 человека. 90,0 % населения — инуиты; 7,5 % — некоренные народы Канады и 2,5 % — индейцы. Основные языки населения — диалект кангирьюармиутун языка инувиалуктун и английский. Правительство Северо-Западных территорий заявляет об населении 471 человек на 2012 год; среднегодовой прирост населения при этом составляет 1,5 % (за период с 2001 года).

## Экономика
Основными видами экономической деятельности населения являются охота и рыболовство.